# Ouyoun El Assafir
Ouyoun El Assafir là một thị trấn thuộc tỉnh Batna, Algérie. Dân số thời điểm năm 2002 là 8.969 người.